# HMS Leander (1882)
Den engelske beskyttede krydser Leander var baseret på de ubeskyttede krydsere Iris og Mercury. I forhold til disse var der satset på kraftigere kanoner og et panserdæk, og lidt mindre på hastigheden. På den måde blev Leander-klassen de første beskyttede krydsere i den britiske flåde, selv om Royal Navy selv betegnede dem som krydsere af 2. klasse. På grund af deres forholdsvis lave fart og langsomtskydende kanoner blev de fire skibe af Leander-klassen hurtigt forældede, og ingen af dem nåede at tjene i mere end 20 år. Leander var det fjerde af seks skibe i Storbritannien med dette navn, hvoraf én var en del af flåden i New Zealand. Leander var en person i den græske mytologi. I følge legenden var han forelsket i præstinden Hero, og fik hjælp af kærlighedsgudinden Afrodite.

## Tjeneste
Leander gjorde tjeneste i Middelhavet fra 1886 til 1893. Efter en periode i reserve var skibet i Stillehavet (Canadas Vestkyst) i årene 1897 til 1903. Blev depotskib i 1904, og solgt i 1920.